# Malus sieversii

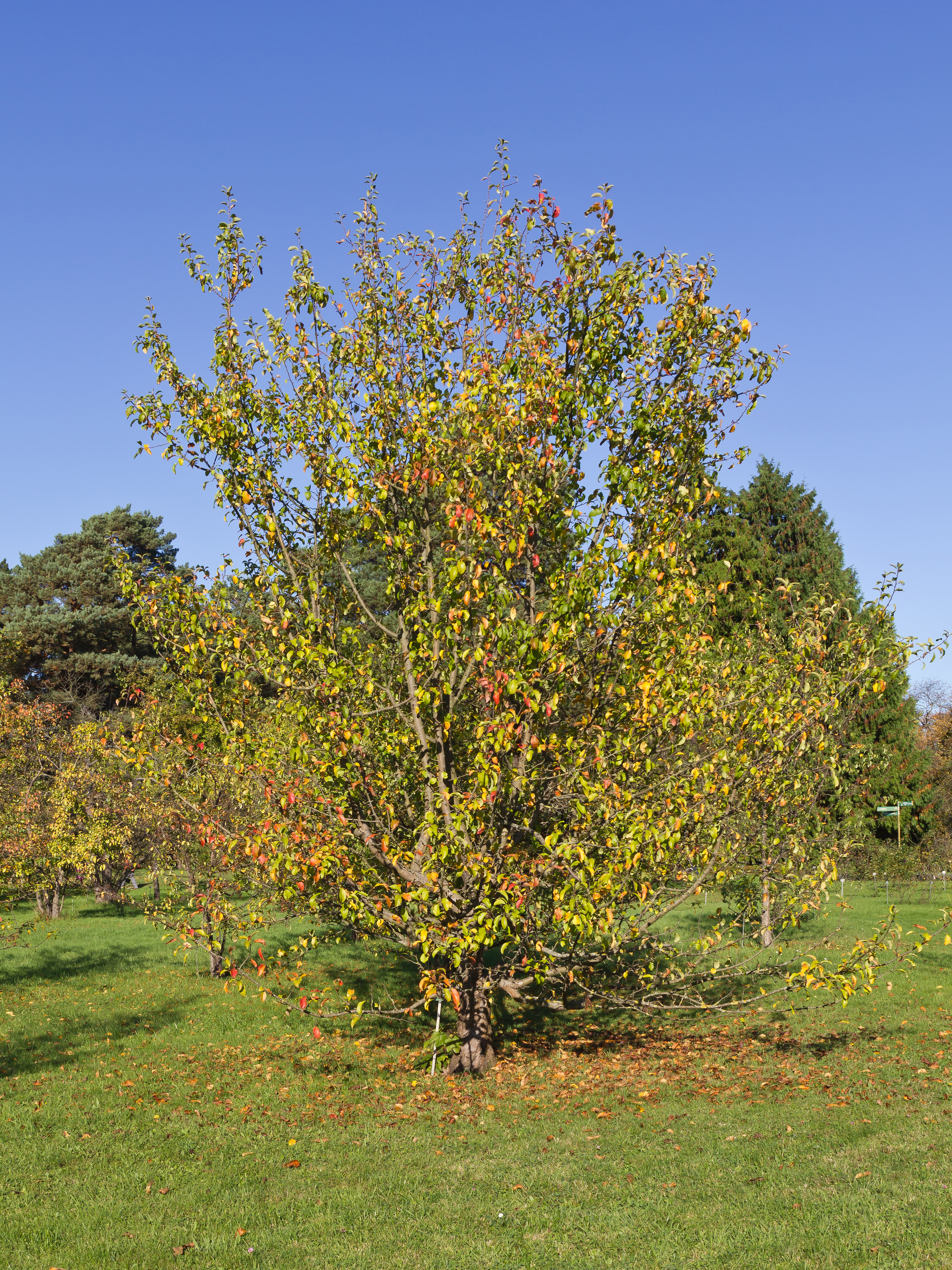
Árbol

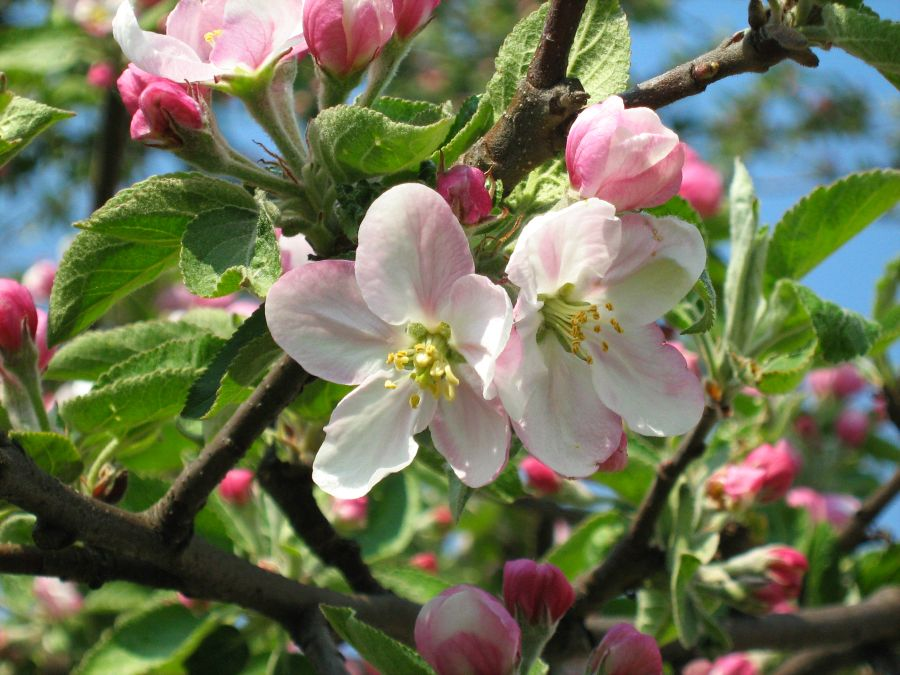
Flores

Malus sieversii  es una especie de manzana silvestre nativa de las montañas de Asia Central en el sur de Kazajistán, Kirguistán, Tayikistán, y en Xinjiang, China. Recientemente se ha demostrado que es el único ancestro de la mayoría de los cultivares de la manzana domesticada Malus domestica.[cita requerida]  En un principio se la describía como Pyrus sieversii, en 1833 por Carl Friedrich von Ledebour, un  naturalista alemán que la vio crecer en las montañas Altái.

## Descripción
Es un árbol caduco de 5-12 m de altura, muy similar en apariencia al manzano doméstico. Su fruto es el más grande de cualquier especie de Malus, 7 cm de diámetro, igual en tamaño a muchos cultivares modernos de manzanas (lista [en inglés]).
Esta planta ha sido recientemente cultivada por el Servicio de Estudios Agrícolas de EE. UU., con la esperanza de hallar información genética valiosa para el mejoramiento de los manzanos modernos. Algunos,  pero no todos, muestran inusuales resistencias a enfermedades. La variación en su respuesta al ambiente de un individuo, es, un signo de cuan grande es la diversidad genética en ellos frente a sus descendientes  domesticados.
Designada alma en Kazajistán; y en esa región de Kazajistán donde se piensa están los ejemplares más viejos, se halla la ciudad de Almatý, o "Abuelo de los Manzanos".

## Taxonomía
Malus sieversii fue descrita por (Carl Friedrich von Ledebour) Max Joseph Roemer y publicado en Familiarum Naturalium Regni Vegetabilis Monographicae 216, en el año 1830.
Durante muchos años, hubo un debate sobre si M. domestica evolucionó de varias hibridaciones entre especies silvestres.  Recientes análisis de ADN de Barrie Juniper, Emérito en el Departamento de Ciencias Vegetales en la Oxford University y otros,  indican, sin embargo, que la teoría de la hibridación sea probablemente falsa. En vez, aparece como único progenitor, aún creciendo en el "valle del río Ili" en las estribaciones norteñas de las montañas Tien Shan, en la frontera noroeste de China y de Kazajistán. Se analizó la composición del ADN de hojas de árboles de esa área, mostrando M. sieversii, secuencias genéticas comunes con M. domestica.
Sinonimia
- Malus anisophylla SUMNER
- Malus hissarica Kudr.
- Malus jarmolenkoi Poljakov
- Malus juzepczukii Vassilcz.
- Malus kirghisorum Al. Theod. & Fed.
- Malus kudrjaschevii SUMNER
- Malus linczevskii Poljakov
- Malus persicifolia SUMNER
- Malus pumila var. persicifolia Popov
- Malus schischkinii Poljakov
- Malus sieversii subsp. hissarica Likhonos
- Malus sieversii subsp. kirghisorum Likhonos
- Malus sieversii subsp. turkmenorum Likhonos
- Malus sylvestris subsp. sieversii Soó
- Malus tianschanica SUMNER
- Malus turkmenorum Juz. & M. Pop.
- Pyrus sieversii Ledeb. basónimo[4]